# تام اینسلی
تام اینسلی (به انگلیسی: Tom Ainsley) کمدین و بازیگر بریتانیایی است. او برای بازی در نقش چارلی در مجموعه کمدی موقعیت آشنایی با پدر شناخته شده‌است.